# Angelique Damschen

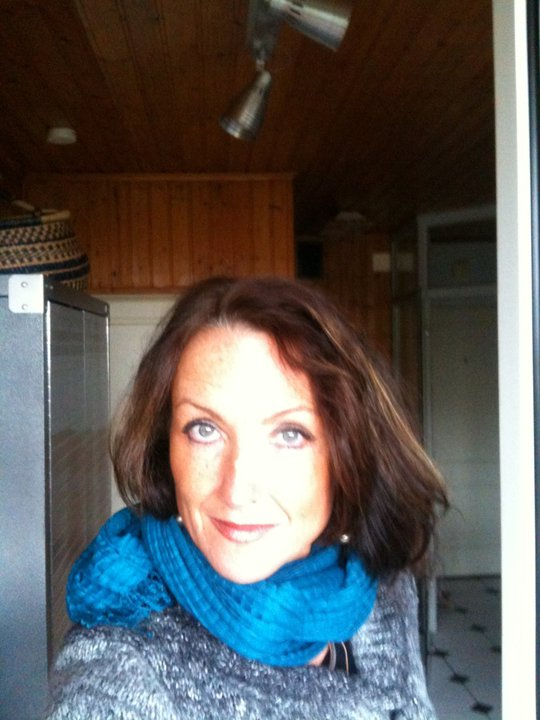
Angelique Damschen (2014)

Angelique Damschen, kurz Angie Damschen genannt (* 8. Mai 1967 in Duisburg), ist eine deutsche Sängerin und Stimmtrainerin.

## Leben
Angelique Eileen Roswitha Damschen wurde am 8. Mai 1967 in Duisburg-Hamborn geboren. Ihre musikalische Laufbahn begann in der Weseler Band Alcatraz. Nach einem Auftritt bei einer Veranstaltung der Musik Initiative Moers (MIM) wurde die Band von Jean Shy entdeckt. Es folgte ein Schallplattenvertrag mit dem Label King Edward Records und eine Deutschlandtournee unter dem neuen Namen Maybelline. 1990 veröffentlichte sie mit ihrer zweiten Band Pont Neuf bei Musicolor ihre erste LP. Von 1996 bis 1998 war Angelique Damschen für zwei Jahre Mitglied der Gruppe Wind.
In den 1990er Jahren veröffentlichte ihr damaliger Produzent Bernd Göke (Fair Control) unter dem Künstlernamen Angie Dee mehrere Titel. Heute arbeitet sie als freischaffende Künstlerin, als Vocal Coach am Niederrhein und singt Backing Vocals für andere Interpreten, beispielsweise für P. M. Sampson, La Toya Jackson, Bata Illic, Andreas Elsholz, Christian Anders, Michael Wendler, Graziano und Martin Engelien, Yaelle Cinkey und Andrea Jürgens.
Seit 2015 schreibt Damschen für das Magazin On Axis.
Im Jahr 2017 hat Angélique Damschen mit einigen ihrer Gesangsschülerinnen den singe lache lebe e.V. gegründet, damit Menschen ohne finanziellen Hintergrund kostenloses Stimmtraining, Talentförderung und Atemkurse städteübergreifend bekommen können.